# Faubourg Berthonnière (Saintes)

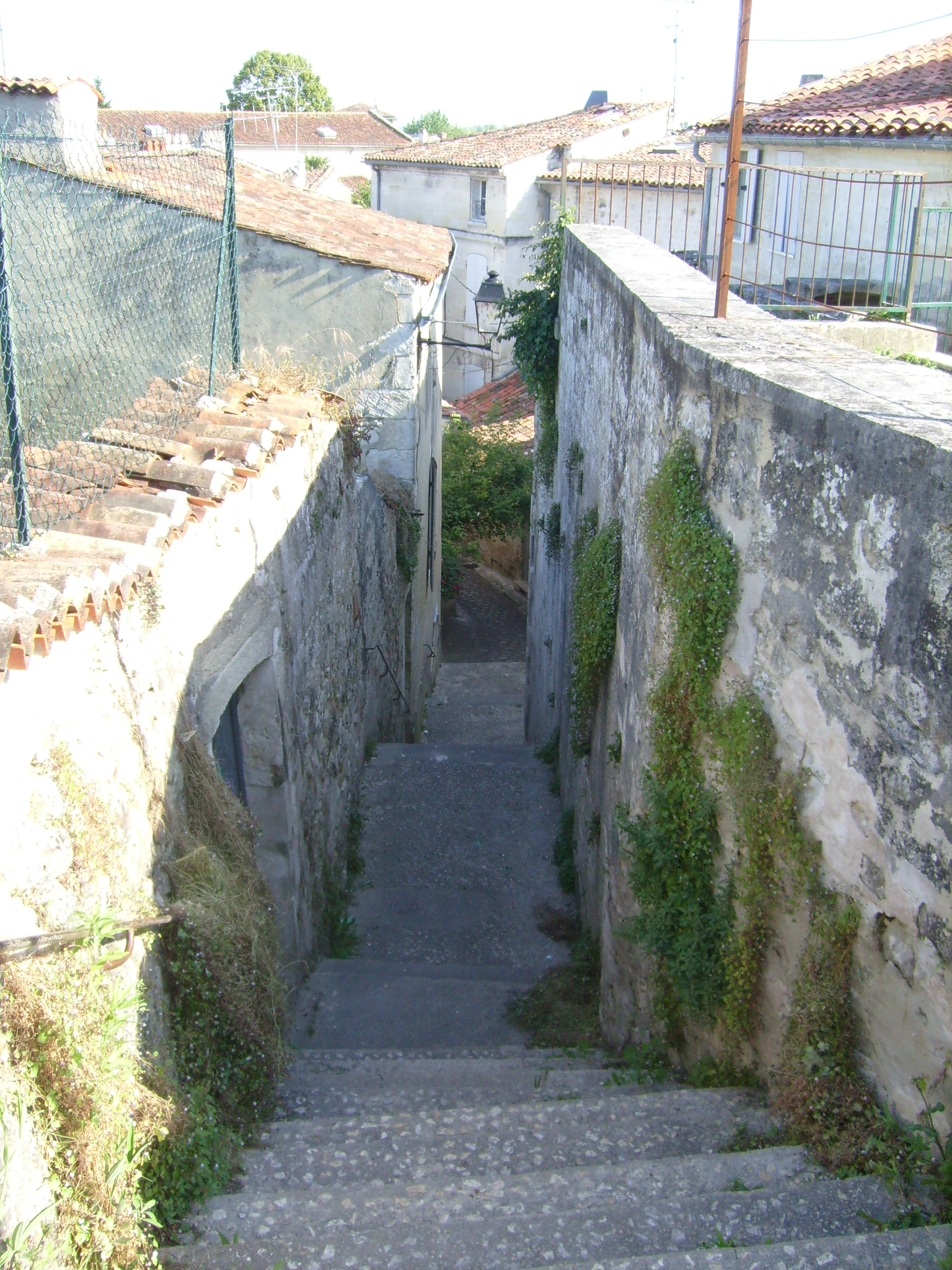
Ruelles du faubourg Berthonnière

Le faubourg Berthonnière est l'un des quartiers historiques de la ville de Saintes, un chef-lieu d'arrondissement du département de la Charente-Maritime, dans le sud-ouest de la France. Bordé à l'est par la Charente, cet ancien faubourg médiéval est limité au nord par le quartier Saint-Pierre, à l'ouest par le quartier Saint-Eutrope et au sud par le quartier de Bellevue.
Probablement déjà partiellement urbanisé durant l'Antiquité, le quartier est coupé du reste de l'agglomération lors de la construction de l'enceinte urbaine au IIIe siècle. Encastré entre les collines du Capitole et de Saint-Eutrope, à proximité de la porte Évesque - l'une des trois portes fortifiées de la ville - et de la route de Bordeaux, il voit le développement d'un habitat disparate. Au Moyen Âge, le faubourg mêle auberges, refuges pour les pèlerins et échoppes d'artisans, en particulier de tanneurs. Ainsi, la présence du ruisseau « Le Monard », un affluent de la Charente aujourd'hui canalisé, favorise l'implantation de nombreuses « adouberies », des ateliers destinés au traitement des peaux. Cette industrie laisse son nom à la rue des tanneries, au sud du quartier.
La topographie du quartier se caractérise par la présence de placettes, venelles et ruelles descendant des collines alentour vers les berges du fleuve. On note ainsi la place de l'Aubarrée, la place Saint-Louis et la place Blair, presque toutes bordées de demeures édifiées aux XVIIe siècle et au XVIIIe siècle, telles que la « maison Pannetier » (1770).
La place Blair voit l'érection d'une « colonne de la Liberté » durant la période révolutionnaire. Œuvre de l'ingénieur Novion, elle est inaugurée le 14 juillet 1791 par le député Louis-Nicolas-Lemercier. À proximité de la place Blair, un square bordant la Charente perpétue le souvenir du barde et poète saintongeais Goulebenéze, décédé en 1952.